# Tomice (ort i Tjeckien, Mellersta Böhmen, lat 49,65, long 15,16)
Tomice är en ort i Tjeckien.   Den ligger i regionen Mellersta Böhmen, i den centrala delen av landet, 70 km sydost om huvudstaden Prag. Tomice ligger 432 meter över havet och antalet invånare är 130.
Terrängen runt Tomice är huvudsakligen platt, men österut är den kuperad. Runt Tomice är det ganska tätbefolkat, med 90 invånare per kvadratkilometer. Närmaste större samhälle är Vlašim, 19,8 km väster om Tomice. I omgivningarna runt Tomice växer i huvudsak blandskog.